# Ergavia meroparia
Ergavia meroparia är en fjärilsart som beskrevs av Achille Guenée 1857. Ergavia meroparia ingår i släktet Ergavia och familjen mätare. Inga underarter finns listade i Catalogue of Life.